# Paulo Filho
Paulo Filho (1,73 m pour 84 kg), né le 24 mai 1978, est un pratiquant brésilien de combat libre. Son style est le jiu-jitsu brésilien.
Il a battu d'excellents combattants tels Ikuhisa Minowa, Murilo Rua ou encore Ryo Chonan.

## Palmarès en MMA
| 19 combats: 18 victoires (2 (T)KO's, 8 soumissions, 8 décisions) 1 défaite (1 décision). |          |                        |                                   |                             |       |       |
| Date                                                                                     | Résultat | Adversaire             | Nom de l'évènement                | Méthode                     | Round | Temps |
| 12/12/2009                                                                               | Victoire | Tatsuhiko Nishizaka    | BCN 5 - Bitetti Combat 5          | Soumission (kimura)         | 1     | 3:00  |
| 12/09/2009                                                                               | Victoire | Alex Schoenauer        | BCN 4 - Bitetti Combat 4          | Décision (Unanime)          | 3     | 5:00  |
| 20/07/2009                                                                               | Victoire | Melvin Manhoef         | DREAM 10 Welterweight GP          | Soumission (clé de bras)    | 1     | 2:36  |
| 05/11/2008                                                                               | Défaite  | Chael Sonnen           | WEC 36 Faber vs Brown             | Décision (Unanime)          | 3     | 5:00  |
| 12/12/2007                                                                               | Victoire | Chael Sonnen           | Wec 31 Faber vs Curran            | Soumission (clé de bras)    | 2     | 4:55  |
| 05/08/2007                                                                               | Victoire | Joe Doerksen           | WEC 29 - Las Vegas                | TKO (Strikes)               | 1     | 4:07  |
| 05/11/2006                                                                               | Victoire | Kazuo Misaki           | PRIDE - Bushido 13                | Soumission (Clé de bras)    | 1     | 9:43  |
| 26/08/2006                                                                               | Victoire | Ryo Chonan             | PRIDE - Bushido 12                | Soumission (Clé de bras)    | 1     | 2:30  |
| 04/06/2006                                                                               | Victoire | Grégory Bouchelaghem   | PRIDE - Bushido 11                | Décision (Unanime)          | 2     | 5:00  |
| 02/04/2006                                                                               | Victoire | Murilo "Ninja" Rua     | PRIDE - Bushido 10                | Décision (Unanime)          | 2     | 5:00  |
| 25/09/2005                                                                               | Victoire | Ryuta Sakurai          | PRIDE - Bushido 9                 | Soumission (Clé de bras)    | 1     | 3:49  |
| 03/04/2005                                                                               | Victoire | Amar Suloev            | PRIDE - Bushido 6                 | Soumission (Clé de bras)    | 1     | 4:22  |
| 19/07/2004                                                                               | Victoire | Akira Shoji            | PRIDE - Bushido 4                 | Décision (Partagée)         | 2     | 5:00  |
| 27/06/2004                                                                               | Victoire | Daijiro Matsui         | Gladiator FC - Day 2              | Décision (Unanime)          | 3     | 5:00  |
| 01/04/2004                                                                               | Victoire | Silmar Rodrigo         | BCN 3 - Bitetti Combat Nordeste 3 | Décision (Unanime)          | 3     | 5:00  |
| 29/09/2002                                                                               | Victoire | Akira Shoji            | PRIDE 22 - Beasts From The East 2 | Soumission (Clé de bras)    | 1     | 2:48  |
| 18/08/2001                                                                               | Victoire | Yuki Kondo             | DEEP 2001 - 2nd Impact            | Décision (Unanime)          | 3     | 5:00  |
| 31/03/2001                                                                               | Victoire | Ikuhisa Minowa         | Pancrase - Proof 2                | Décision (Unanime)          | 3     | 5:00  |
| 08/01/2001                                                                               | Victoire | Keiichiro Yamamiya     | DEEP 2001 - DEEP 2001             | KO (Coups de poing)         | 2     | 0:29  |
| 24/07/2000                                                                               | Victoire | Luiz Claudio das Dores | Heroes - Heroes 1                 | Soumission (Coups de poing) | 2     |       |